# Cochlospermum noldei
Cochlospermum noldei är en tvåhjärtbladig växtart som beskrevs av Poppend.. Cochlospermum noldei ingår i släktet Cochlospermum och familjen Cochlospermaceae. Inga underarter finns listade i Catalogue of Life.